# 공현진초등학교
공현진초등학교는 대한민국 강원특별자치도 고성군에 있는 초등학교다.

## 학교 연혁
- 1942년 4월 1일 공현진국민학교로 개교
- 1982년 3월 1일 병설유치원 설립
- 2009년 4월 10일 다목적실 선유관 준공식
- 2012년 3월 1일 제29대 전현철 교장 취임
- 2014년 2월 14일 제60회 졸업식(2명 졸업, 누계 2,450명)
- 2014년 3월 1일 제30대 김남선 교장 취임